# Kalivody
Kalivody este o arie protejată (arie specială de conservare — SAC, sit de importanță comunitară — SCI) din Republica Cehă întinsă pe o suprafață de 13,08 ha, integral pe uscat.

## Localizare
Centrul sitului Kalivody este situat la coordonatele 50°12′25″N 13°49′48″E / 50.206944°N 13.83°E.

## Înființare
Situl Kalivody a fost declarat sit de importanță comunitară în aprilie 2005 pentru a proteja 1 specie de animale. Situl a fost protejat și ca arie specială de conservare în martie 2014.

## Biodiversitate
Situată în ecoregiunea continentală, aria protejată nu include niciun habitat protejat.
La baza desemnării sitului se află o specie protejată de  amfibieni: buhai de baltă cu burta roșie (Bombina bombina).